# Victoria Hislop

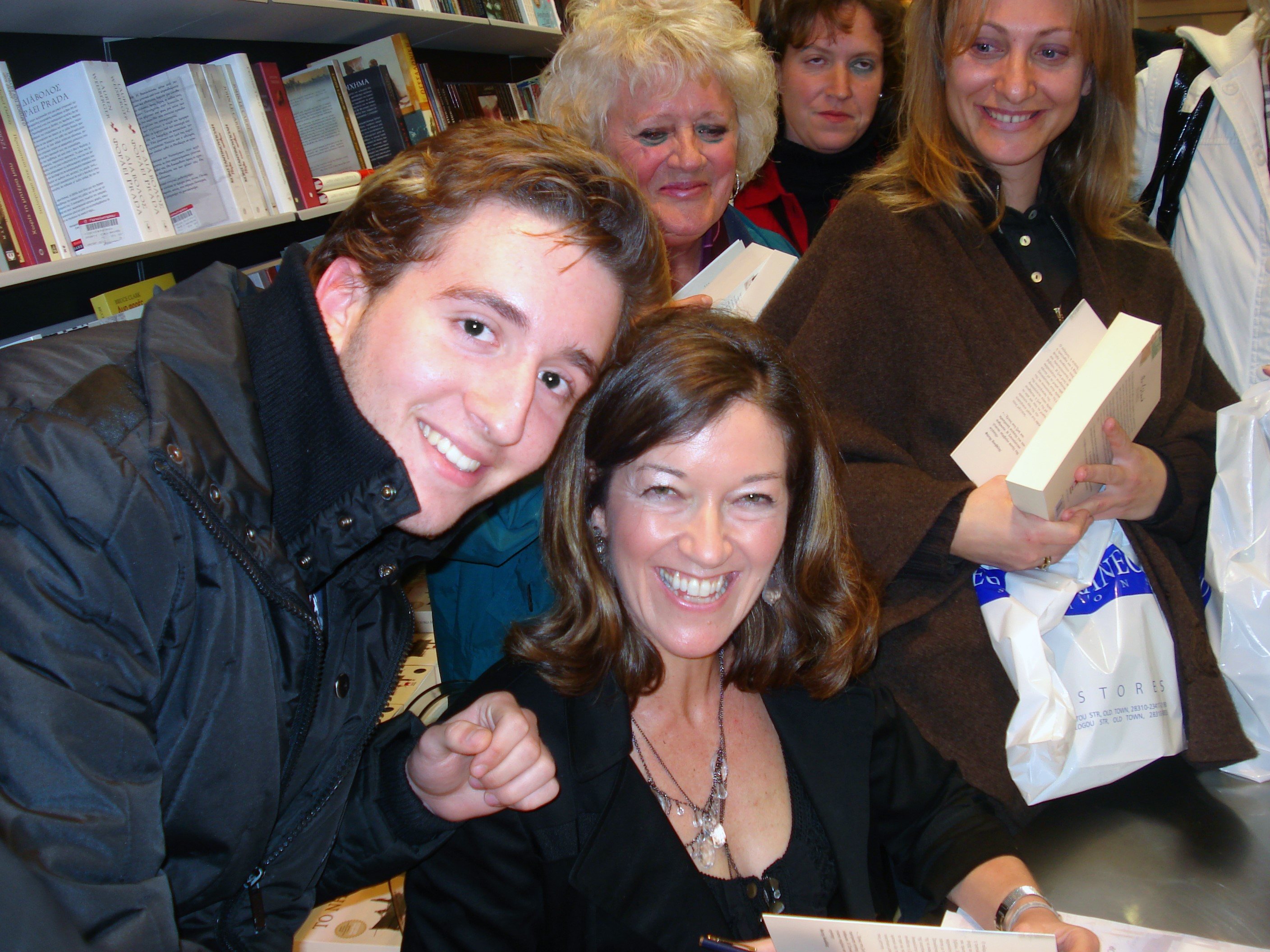
Victoria Hislop 2007 bei einer Autogrammstunde

Victoria Hislop, geborene Hamson (* 8. Juni 1959 in Bromley, Grafschaft Kent), ist eine britisch-griechische Autorin.

## Leben
Hislop wuchs in Tonbridge, Grafschaft Kent, auf und ging dort zur Schule. Sie studierte Anglistik am St Hilda’s College der Universität Oxford. Anschließend arbeitete sie bei Verlagen und als Journalistin.
1988 heiratete sie Ian Hislop, Herausgeber der Satire-Zeitschrift Private Eye. Das Paar hat zwei Kinder.
Hislop lebte lange in London, heute wohnt sie in Sissinghurst, Grafschaft Kent, und verbringt mehrere Monate im Jahr auf Kreta.
Seit 2013 engagiert sie sich ehrenamtlich als Botschafterin des 1924 gegründeten gemeinnützigen britischen Vereins Lepra (vor 1964 als The British Leprocy Relief Association bekannt), der sich sowohl für die medizinische und psychologische Unterstützung von Lepra-Kranken in Indien, Bangladesch und Simbabwe einsetzt, als auch Aufklärung über diese Krankheit betreibt.
Am 17. September 2020 nahm Hislop die griechische Staatsbürgerschaft an.

## Werk und Rezeption
Hislops Romane stellen meist einen Bezug zwischen der heutigen Zeit und historischen Begebenheiten her. Dabei versteht sie es, einen Erzählfluss aufzubauen, der „packt und nicht mehr los lässt“.
Die meisten ihrer bisher veröffentlichten Werke geben einen Einblick in die neuere griechische Geschichte. Mehrere ihrer Bücher wurden in zahlreiche Sprachen übersetzt.
- In ihrem ersten Roman The Island besucht eine junge Frau ein Dorf auf Kreta, um mehr über die Vergangenheit ihrer griechischstämmigen Mutter zu erfahren. Durch Rückblenden wird die Familiengeschichte und das Leben auf der griechischen Lepra-Insel Spinalonga vor und während des Zweiten Weltkriegs geschildert. Der historische Rückblick in The Island endet mit der Schließung der Lepra-Kolonie 1957. Dieser Roman wurde ein Bestseller. 2010 und 2011 verfilmte der griechische Fernsehkanal Mega Channel ihn unter dem Namen To Nisi (Το Νησί) als  sechsundzwanzigteilige Serie. To Nisi gilt als eine der erfolgreichsten und teuersten griechischen Fernsehproduktionen. Die Serie wurde an vierzehn ausländische Fernsehkanäle weiterverkauft.[5]
- The Return handelt von einer jungen Frau, die in Granada tanzen lernen möchte. Während ihres Aufenthalts dort erfährt sie von einer spanischen Familie, die während des Spanischen Bürgerkriegs auseinandergerissen wurde, und stellt fest, dass sie mit dieser Familie verwandt ist.
- Der Roman The Thread beschreibt das Schicksal der Bewohner von Thessaloniki vom Großen Brand der Stadt 1917 bis nach dem Zweiten Weltkrieg. Durch die Geschichte der Großeltern des Protagonisten wird Historisches mit Persönlichem verwoben und aufgezeigt, wie das friedliche Zusammenleben von Muslimen, Juden und Christen durch den Lauf der Geschichte zu einem Ende kam.
- The Sunrise schildert zwei Familien, die 1974 während des Einmarschs der türkischen Armee auf Zypern lebten.
- Der Roman Those Who Are Loved handelt von einer Griechin, die die deutsche Besetzung Griechenlands im Zweiten Weltkrieg miterlebt und sich dann im Bürgerkrieg den Kommunisten anschließt.
- In One August Night wird die Familiengeschichte von The Island weitererzählt. 2022 verfilmte der staatliche griechische Fernsehsender ERT das Buch als Serie mit 14 Folgen.[6]
- In The Figurine steht der illegale Handel mit archäologischen Kulturgütern Griechenlands im Mittelpunkt, dem eine britisch-griechische Frau auf die Schliche kommt. Einen ersten Verdacht hat sie bei einer Ausgrabung, an der sie teilnimmt.[7]

## Ehrungen
Für The Island wurde Hislop 2007 der British Book Award verliehen.
2020 erhielt Hislop die griechische Ehrenstaatsbürgerschaft durch die griechische Staatspräsidentin Katerina Sakellaropoulou in Anerkennung dafür, dass sie einer großen internationalen Leserschaft durch ihre Bücher Aspekte der neueren griechischen Geschichte nahegebracht hat, insbesondere die in The Island beschriebene Geschichte der letzten Lepra-Kolonie Europas, Spinalonga.
2025 wurde Victoria Hislop die Medaille „Lord Byron Philhellenism 2025“ verliehen, eine 2021 ins Leben gerufene Ehrung der Gesellschaft für Hellenismus und Philhellenismus (Εταιρεία για τον Ελληνισμό και Φιλελληνισμό) in Zusammenarbeit mit der Akademie von Athen.

## Buchveröffentlichungen

### Romane
- The Island (2005)
  - Insel der Vergessenen. Roman. Deutsch von Angelika Felanda, Diana Verlag, München 2007, ISBN 978-3-453-35160-8.
- The Return (2008)
  - Das Herz der Tänzerin. Roman. Deutsch von Angelika Felanda, Diana Verlag, München 2011, ISBN 978-3-453-35511-8.
- The Thread (2011)
  - Eine Geschichte von Liebe und Feuer. Roman. Deutsch von Angelika Felanda, Diana Verlag, München 2012, ISBN 978-3-453-29145-4.
- The Sunrise (2014)
- La ville orpheline (French 2015)
- Cartes Postales from Greece (2016)
- Those Who Are Loved (2019)
- One August Night (2019)
- The Figurine (2023)

### Erzählungen (Short Stories)
- One Cretan Evening and Other Stories (2011)
- One Cretan Evening (2008)
- The Pine Tree (2008)
- By The Fire (2009)
- The Warmest Christmas Ever (2007)
- Aflame in Athens (2009)
- The Last Dance and Other Stories (2013)

### Ratgeber
- Sink or Swim: The Self-help Book for Men Who Never Read Them (2002) (zusammen mit Duncan Goodhew)
- Fix Your Life – Now!: The Six Step Plan to Help You Fix Your Life (2012) (zusammen mit Duncan Goodhew)